# 海暉國際
海暉國際資源有限公司，是一間曾在香港上市物流公司，從大寶地產發展換取上市，除牌當時為0269.HK，當時是由1990年，被蔡世亮的海裕國際（利基控股(0240.HK)前身）收購。主要經營冷凍倉庫、物業及物流管理業務，但由於母公司發生財政問題，2004年出售給民營企業，之後予售給北京首鋼集團，到現時中国资源交通集团有限公司（前“中國木業資源”于2011年8月30日更名）至今。

## 外部連結
- 本公司提供資料 （页面存档备份，存于）
- 涉騙近億 海暉前主席父女監房候審 （页面存档备份，存于）